# Тарієлашвілі Ганна Олександрівна
Ганна Олександрівна Тарієлашвілі (1915, село Ередві, тепер Південна Осетія (Ґорський муніципалітет), Республіка Грузія — ?) — грузинська радянська діячка, колгоспниця колгоспу імені Кагановича села Ередві Сталінірського району Південно-Осетинської автономної області Грузинської РСР. Депутат Верховної ради СРСР 2-го скликання.

## Життєпис
Народилася в селянській родині. Закінчила сільську школу в Ередві.
З 1930-х років — колгоспниця колгоспу імені Кагановича села Ередві Сталінірського району Південно-Осетинської автономної області. Збирала високі врожаї цукрового буряка. У 1945 році зібрала із своєї ділянки 800 кілограмів цукрового буряка (при нормі 380 кілограмів).
Подальша доля невідома.

## Нагороди
- медалі